# Sarah Jane’s Alien Files
A Sarah Jane's Alien Files (magyar fordításban: Sarah Jane földönkívüli fájljai) a Sarah Jane kalandjai című filmsorozat spin-offja, amit a CBBC csatorna sugároz. A sorozatban többnyire jelenetek adnak a előbb említett sorozatból, . Epizódonként a sorozat egyik szereplője aktiválja Mr. Smith-t, és valamilyen okból információt kérnek tőle. Időnként még röviden jelennek meg utalások, vagy kisebb jelenetek a Doctor Who sorozatból.

## Epizódlista
| #  | Bemutató napja     | Szereplő         | Idegenek                                  |
| -- | ------------------ | ---------------- | ----------------------------------------- |
| 1. | 2010. október 11.  | Sarah Jane Smith | A Trickster/Szélhámos és a Graske         |
| 2. | 2010. október 18.  | Rani Chandra     | A Jeggorabax energialény, Eve és a A Hajó |
| 3. | 2010. október 25.  | Luke Smith       | Mrs. Wormwood, Bane és a Szontári         |
| 4. | 2010. november 1.  | Sarah Jane Smith | Szlítén, Blaterén és a Rakweed            |
| 5. | 2010. november 8.  | Clyde Langer     | A Berserkerek, A Mona Lisa                |
| 6. | 2010. november 15. | Luke Smith       | A Judoonok, Androvax, Mr. Dread           |

## Fordítás
- Ez a szócikk részben vagy egészben  a   Sarah Jane's Alien Files című angol Wikipédia-szócikk fordításán alapul.  Az eredeti cikk szerkesztőit annak laptörténete sorolja fel. Ez a jelzés csupán a megfogalmazás eredetét és a szerzői jogokat jelzi, nem szolgál a cikkben szereplő információk forrásmegjelöléseként.

## Külső kihivatkozások
- Sarah Jane’s Alien Files az Internet Movie Database oldalon (angolul)
- Hivatalos honlap[halott link]
- A sorozat Wikia lapja[halott link]